# Aramis Knight
Aramis Knight, född 3 oktober 1999 i Kalifornien, är en amerikansk skådespelare.
Knight har bland annat medverkat i TV-serien Into the Badlands (2015–2019). Han har även medverkat filmerna Utlämnad från 2007 och Ender's Game från 2013.

## Filmografi (i urval)
- 2007: Utlämnad
- 2013: Ender's Game
- 2015–2019: Into the Badlands
- 2022: Ms. Marvel